# New Generation Alliance
New Generation Alliance (NGA) war eine politische Partei im westafrikanischen Staat Ghana, die im Jahr 1992 gegründet wurde. 
Die NGA stellte nach einigen Quellen eine Splittergruppe der New Patriotic Party NPP dar und agierte im Jahr 1992 unter dem Dach der Alliance of Democratic Forces. Die NPP selbst soll diese Behauptung stets bestritten haben.
Die NGA stand in der politischen Tradition der Danquah-Busia Richtung.